# 팔라이스트라

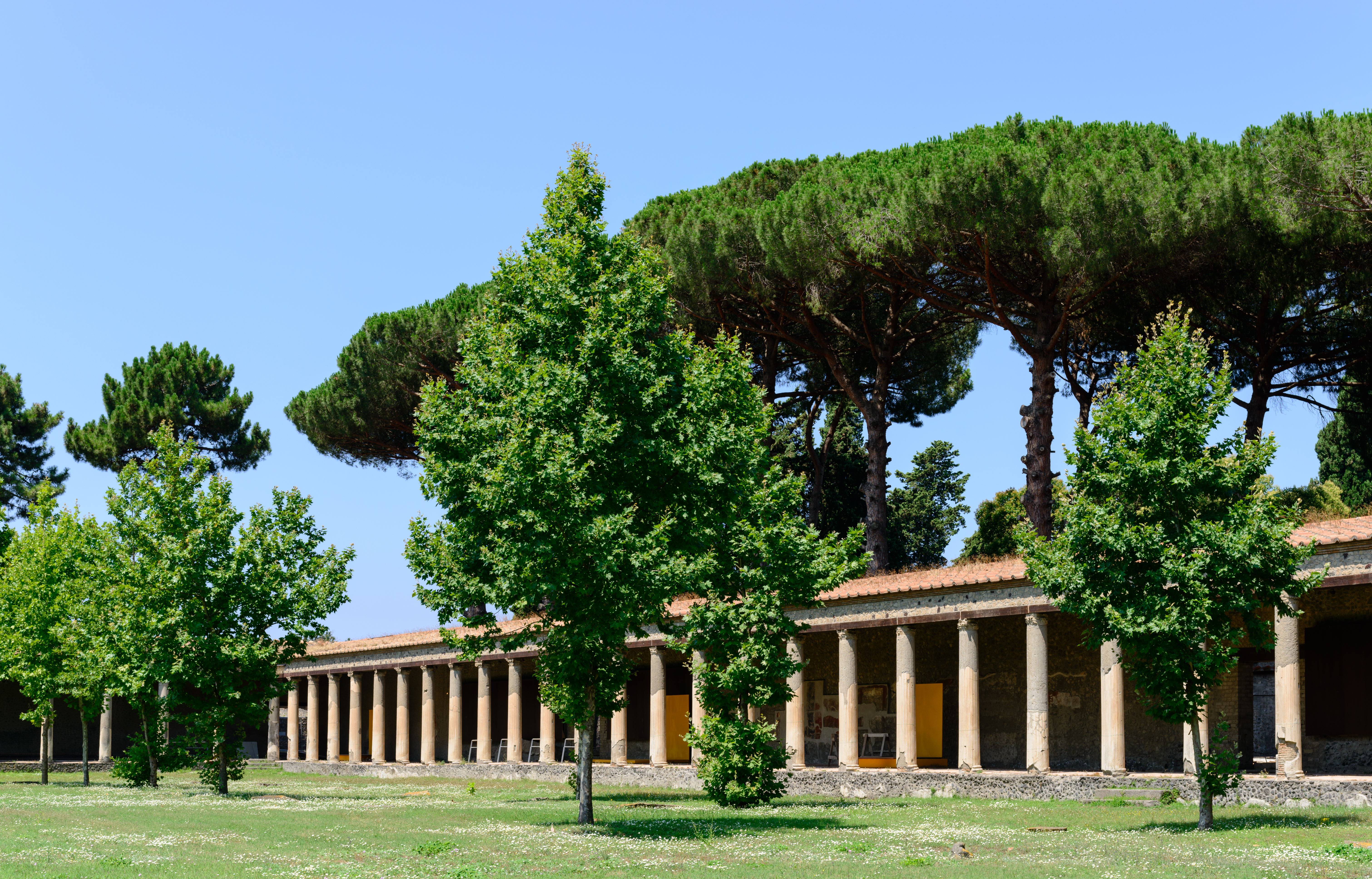

팔라이스트라(그리스어: παλαίστρα)는 고대 그리스의 레슬링 학교 또는 연습장이다. 너무 큰 공간을 필요로하지 않는 권투와 레슬링 등의 운동을 실시했다.